# Darkman
Darkman è un film del 1990 diretto da Sam Raimi, con protagonista Liam Neeson.
Raimi, al suo quarto film da regista, inventa una specie di supereroe protagonista di un fanta-horror vagamente ispirato a Il fantasma dell’opera e all’Uomo Ombra e che riflette sulla dimensione della sofferenza: Peyton Westlake, un brillante scienziato che ha creato una pelle sintetica, viene dato per morto dopo un’esplosione e completamente sfigurato torna a reclamare vendetta nei confronti di coloro che hanno cercato di ucciderlo. Prodotto da Robert Tapert per la Universal Pictures, è il primo film di Raimi ad essere finanziato e distribuito da una major e anche il suo primo vero successo al botteghino statunitense. Dalla pellicola vennero tratti fumetti, videogiochi e due sequel girati direttamente per i mercati TV e home video.

## Trama
A Los Angeles lo scienziato Peyton Westlake sta compiendo esperimenti su un nuovo tipo di pelle artificiale per aiutare le persone afflitte da ustioni, ma una volta modellata la pelle ha una durata massima di 99 minuti, dopodiché si liquefa.
Nel frattempo la sua compagna, l'avvocata Julie Hastings, rinviene il memorandum di Bellasarious, un documento che prova che il costruttore Louis Strack Jr. ha corrotto i membri della commissione urbanistica. Difatti Strack, come lui stesso ammette davanti a Julie quando lei lo affronta, ha intenzione di radere al suolo i magazzini in riva al fiume per costruire sul nuovo terreno sgombero un moderno complesso di grattacieli; inoltre avverte Julie che anche Robert G. Durant, un boss del crimine nonché pericoloso serial killer, il quale dopo aver ucciso le sue vittime taglia loro un dito come firma del suo passaggio (e che sta aiutando Strack con la sua banda di criminali a eliminare i proprietari dei magazzini), cerca il documento e convince la donna con l'inganno a rivelargli dove lo ha nascosto.
Nel frattempo Peyton e il suo assistente Yakitito scoprono che la pelle artificiale può durare oltre i 99 minuti se rimane al buio, comprendendo quindi che è fotosensibile. La loro gioia è di poca durata, poiché subito dopo Durant e la sua banda assalgono il laboratorio e uccidono Yakatito. Dopo aver trovato il memorandum (nascosto nel laboratorio da Julie ad insaputa di Peyton), la banda di Durant brucia le mani dello scienziato e lo sfigura immergendogli il volto in una vasca di acido, dopodiché Durant apre una bombola di gas e fa saltare in aria il laboratorio per far sembrare tutto un incidente; Julie, arrivata lì poco dopo, assiste all'esplosione e vede Peyton in fiamme precipitare nel fiume.
L'uomo, creduto morto da Julie, viene recuperato con il corpo pesantemente ustionato per essere sottoposto a esperimenti in un istituto di ricerca medico. Qui i dottori sottopongono Peyton alla tecnica Renger-Veritz, che consiste nel recidere i nervi del tratto spinotalamico per impedire che egli soffra il dolore che proverebbe con tutte le ustioni del suo corpo. L'effetto collaterale è che il livello di adrenalina aumenta, provocando la crescita della forza fisica e disturbi psicologici. Difatti non appena Peyton si risveglia viene colto da un raptus, fugge dall'istituto medico e ritorna nelle rovine devastate del suo laboratorio dove, una volta scoperto che il macchinario per creare la pelle sintetica è sopravvissuto all'esplosione, inizia a ricostruirsi il volto digitalizzando una sua fotografia.
Dopo aver ucciso brutalmente uno degli scagnozzi di Durant per avere informazioni su di lui e i suoi soci, Peyton deruba il boss dei suoi soldi facendo ricadere la colpa su uno dei membri della banda, che il criminale uccide. Riesce in seguito a derubare nuovamente Durant in una seconda occasione spacciandosi per lui grazie all'utilizzo di maschere in pelle sintetica da lui create; Peyton inoltre realizza una maschera identica al suo volto e si ricongiunge con Julie, che però in breve scopre la verità sul suo aspetto mostruoso. 
In seguito Julie dice a Strack che non può più andare a trovarlo, ma dopo aver trovato il memorandum di Bellasarious sulla sua scrivania apprende che l'uomo è stato in affari con Durant per tutto il tempo; nonostante Julie riveli che Peyton è ancora vivo, Strack le dice che finché avrà il memorandum non sarà possibile presentare alcuna accusa nei suoi confronti; in seguito il magnate contatta Durant e gli ordina di rapire Julie ed eliminare Peyton. La banda di Durant rapisce la donna e la porta da Strack, ma Peyton reagisce uccidendo tutti i criminali. Dopo aver compiuto la sua vendetta, Peyton va da Strack fingendosi Durant (in realtà morto con i suoi uomini) e ingaggia con lui uno scontro finale al vertice di un palazzo in costruzione. Al termine di una violenta lotta Peyton uccide Strack facendolo precipitare nel vuoto.
Quando scendono dalla struttura, Julie lo supplica di tornare a vivere con lei, fiduciosa che riuscirà a completare la formula per la pelle artificiale e ripetendogli che, nonostante tutto, lei lo ama ancora, ma Peyton rifiuta. Le vicende accadute negli ultimi giorni gli hanno fatto capire che l'uomo che lei conosceva non esiste più: l'incidente non lo ha solo sfigurato fisicamente, ma lo ha reso una persona diversa, capace di non provare rimorso per gli omicidi che compie e sa che lei non può e non deve vivere accanto a un simile individuo.
Peyton quindi, autonominatosi Darkman, assume le sembianze di un uomo sconosciuto e fugge da Julie mischiandosi tra la folla.

## Produzione
La sceneggiatura ha richiesto diverse scritture e revisioni. Inizialmente Raimi scrisse un primo trattamento nel 1987 che venne opzionato dalla Universal e nei due anni successivi si sono affiancati nella scrittura suo fratello Ivan (di professione medico) e l’ex Navy Seal Chuck Pfarrer. I dirigenti dello studio, non ancora soddisfatti del copione, ingaggiarono i fratelli Daniel e Joshua Goldin, che arricchirono lo script con nuovi dialoghi e diversi elementi secondari. Poco prima delle riprese Raimi si avvalse anche dei fratelli Coen, che non accreditati revisionarono la sceneggiatura.
La Universal concesse alla Renaissance Pictures di Tapert e Raimi un budget di 14.000.000 di dollari, un grosso passo in avanti rispetto al loro film precedente (La casa 2) che ne era costati 3.600.000 ma allo stesso tempo dette a Sam Raimi meno libertà creativa già durante le fasi iniziali di casting e pre-produzione. Per il ruolo principale il regista avrebbe voluto il suo amico ed attore preferito  Bruce Campbell e in seguito contattò anche Bill Paxton e Gary Oldman ma lo studio gli impose un ancora poco conosciuto Liam Neeson.
Inizialmente, il ruolo di Julie, la fidanzata del protagonista interpretata da Frances McDormand, sarebbe dovuto andare a Julia Roberts (all’epoca compagna di Neeson) ma l’attrice si smarcò dal progetto poco prima dell’inizio delle riprese per interpretare Pretty Woman.
Il film fu girato tra Los Angeles e Toronto.
Durante le riprese Liam Neeson ha lavorato anche per 18 ore al giorno con i trucchi speciali applicati al volto. L’attore nordirlandese era entusiasta di esprimere in questo modo la sua recitazione per il film, tutta costruita sugli sguardi, la gestualità e il tono della voce.
Le riprese si complicarono per il rapporto negativo sviluppatosi tra Sam Raimi e la protagonista femminile Frances McDormand, nonostante l’amicizia che li legava da lunga data. La McDormand è moglie di Joel Coen, amico e collaboratore del regista fin dai tempi di La casa, e tutti e tre avevano condiviso insieme ad altri colleghi un appartamento a Los Angeles intorno alla metà degli anni 80’. L’attrice, entrata di corsa nel film per sostituire Julia Roberts, non condivideva con Raimi lo sviluppo emotivo del suo personaggio e riscrisse quasi completamente un paio di scene sentimentali insieme a Liam Neeson.
L’attrice inglese Jenny Agutter, che non accreditata nei titoli interpreta la dottoressa nella scena dell’ospedale, ha sostituito all’ultimo momento Kathy Bates, impossibilitata a partecipare al progetto.
Bruce Campbell, secondo le intenzioni di Raimi avrebbe dovuto interpretare il protagonista ma venne rifiutato dai dirigenti della Universal perché non ritenevano che il giovane attore fosse all’altezza di un progetto così importante. Campbell apparve comunque in un breve cameo nella scena finale del film proprio nel ruolo di Darkman e in seguito lavorò anche alla post-produzione (senza essere accreditato nei titoli) sia come doppiatore di scene d’azione, grazie al suo talento di urlatore, sia come supervisore del suono, avendolo già fatto in precedenza nei primi film della serie La casa. Curiosamente, quando quattro anni dopo vennero prodotti i due sequel, gli venne offerto di interpretare Darkman ma ormai famoso ed impegnato in produzioni più importanti rifiutò.
Molti i camei presenti nel film: gli attori Jenny Agutter (la dottoressa), Julius Harris (il becchino), e Bruce Campbell (è il nuovo volto di Darkman/Peyton Westlake che emerge tra la folla nella scena finale); i registi William Dear (l’autista della Limousine), John Landis e John Cameron (i medici dell’ospedale), Scott Spiegel e William Lustig (compaiono nella scena del porto), Joel ed Ethan Coen (sono i passeggeri della Oldsmobile durante l’inseguimento), e Josh Becker (si intravede alla fiera); mentre il co-sceneggiatore e fratello del regista Ivan Raimi è un altro medico nella scena dell’ospedale.
Durante la post-produzione i rapporti tra Raimi e la Universal si fecero sempre più tesi. Lo studio impose al regista un montatore che in breve tempo entrò in contrasto con lui e che si licenziò dopo le prime proiezioni campione rivelatesi disastrose nell’indice di gradimento (si racconta che gli spettatori diedero al film il punteggio più basso nella storia dello studio). Assunto un nuovo montatore e accantonato Raimi dal processo creativo, il film non migliorò nonostante l’inserimento della splendida colonna sonora di Danny Elfman, e le proiezioni di prova successive ebbero ancora esito negativo. La Universal, su insistenza di Elfman rimise Raimi a capo del progetto continuando comunque a tormentarlo con altre imposizioni. 48 ore prima della consegna finale per le proiezioni stampa, Raimi, Tapert e l’assistente al montaggio Bob Murawski (futuro premio Oscar e montatore dei successivi film del regista), lavorarono in segreto al taglio finale portando la pellicola alla versione conosciuta oggi e più vicina alla visione originaria del suo autore. Quando i dirigenti se ne accorsero era ormai troppo tardi perché il film era già andato in stampa, le review furono comunque tutte positive e la Universal, nonostante tutto, fece uscire nelle sale la versione di Raimi. Il film fu un successo ma il regista non rimase contento del risultato artistico, affermando in seguito che l’esito positivo della pellicola era dovuto più che altro al furbo battage pubblicitario messo in piedi dallo studio, e che per colpa delle manomissioni e imposizioni subite Darkman è solo un clone mal riuscito del film che aveva in mente di fare.

## Distribuzione
Darkman fu un grande successo in patria. Uscì nelle sale cinematografiche americane il 24 agosto 1990, piazzandosi al primo posto nel box office del weekend con un incasso di 8.054.860 dollari. Nei due weekend successivi scese in seconda posizione e alla fine della sua corsa il film di Sam Raimi raggiunse, con un massimo di 1.833 schermi, un incasso di $33.878.502 dollari. Per il mercato estero il risultato fu invece più fiacco arrivando ad incassare circa 15.000.000 di dollari, l’esatto contrario dei precedenti film del regista La casa e La casa 2, che avevano avuto molto più successo al di fuori degli Stati Uniti che in patria. In Italia il film venne distribuito nei cinema il 16 gennaio 1991 con un risultato piuttosto modesto (probabilmente fu il paese dove incassò meno). A livello mondiale Darkman arrivò a incassare in meno di due anni circa 49.000.000 di dollari a fronte di un budget di soli 14.000.000, e nel tempo ebbe successo anche per il mercato dell’home video con le varie edizioni che si sono succedute tra VHS, DVD e BD.

### Accoglienza critica
Sull'aggregatore di recensioni Rotten Tomatoes, il film ha un indice di approvazione dell'83%, basato su 65 recensioni, con un voto medio di 6,9 su 10; il consenso critico del sito recita: "Raccapricciante e deliziosamente ampio, Darkman di Sam Raimi porta l'anima tormentata della tragedia gotica e allo stesso tempo racchiude la verve stilistica dell'onomatopea che scaturisce da una pagina di fumetti"

## Riconoscimenti
- 1991 - Saturn Award
  - Nomination Miglior regia a Sam Raimi
  - Nomination Miglior attore protagonista a Liam Neeson
  - Nomination Miglior attore non protagonista a Larry Drake
  - Nomination Miglior trucco a Tony Gardner e Larry Hamlin
- 1990 - Catalonian International Film Festival
  - Miglior regia a Sam Raimi
  - Migliori effetti speciali
  - Nomination Miglior film a Sam Raimi

## Sequel
Il film ha avuto due sequel prodotti per la televisione e girati quasi in contemporanea: Darkman II - Il ritorno di Durant del 1994, e Darkman III - Darkman morirai, uscito nel 1996. Liam Neeson è stato sostituito dall’attore Sudafricano Arnold Vosloo, e Larry Drake è l’unico membro del cast originale rimasto (ma solo in Darkman II). La regia dei due TVmovie è stata affidata a Bradford May mentre Sam Raimi e Robert Tapert sono rimasti coinvolti come produttori esecutivi.

## Opere derivate
Dal film fu tratto il romanzo Darkman scritto da Randall Boyll e pubblicato nel 1990 dalla Jove. Nel 1994-1995 la Pocket Books pubblicò una serie di altri quattro romanzi, sempre scritti da Boyll, che continuano la storia del personaggio.
La Marvel Comics pubblicò il fumetto di Darkman in tre numeri nel 1990. Una seconda serie di 6 numeri che prosegue la storia uscì nel 1993.
La Dynamite Entertainment pubblicò nel 2006-2007 la serie in quattro numeri Darkman vs. Army of Darkness, un crossover con L'armata delle tenebre (altro film di Sam Raimi), scritta da Roger Stern e Kurt Busiek.
La Ocean Software pubblicò gli adattamenti in videogioco di Darkman. Sebbene abbiano elementi comuni, le versioni per le varie piattaforme sono piuttosto differenti:
- Darkman (1991) per Amiga, Amstrad CPC, Atari ST, Commodore 64, ZX Spectrum
- Darkman (1991) per Nintendo Entertainment System
- Darkman (1992) per Game Boy